# Julien Arias

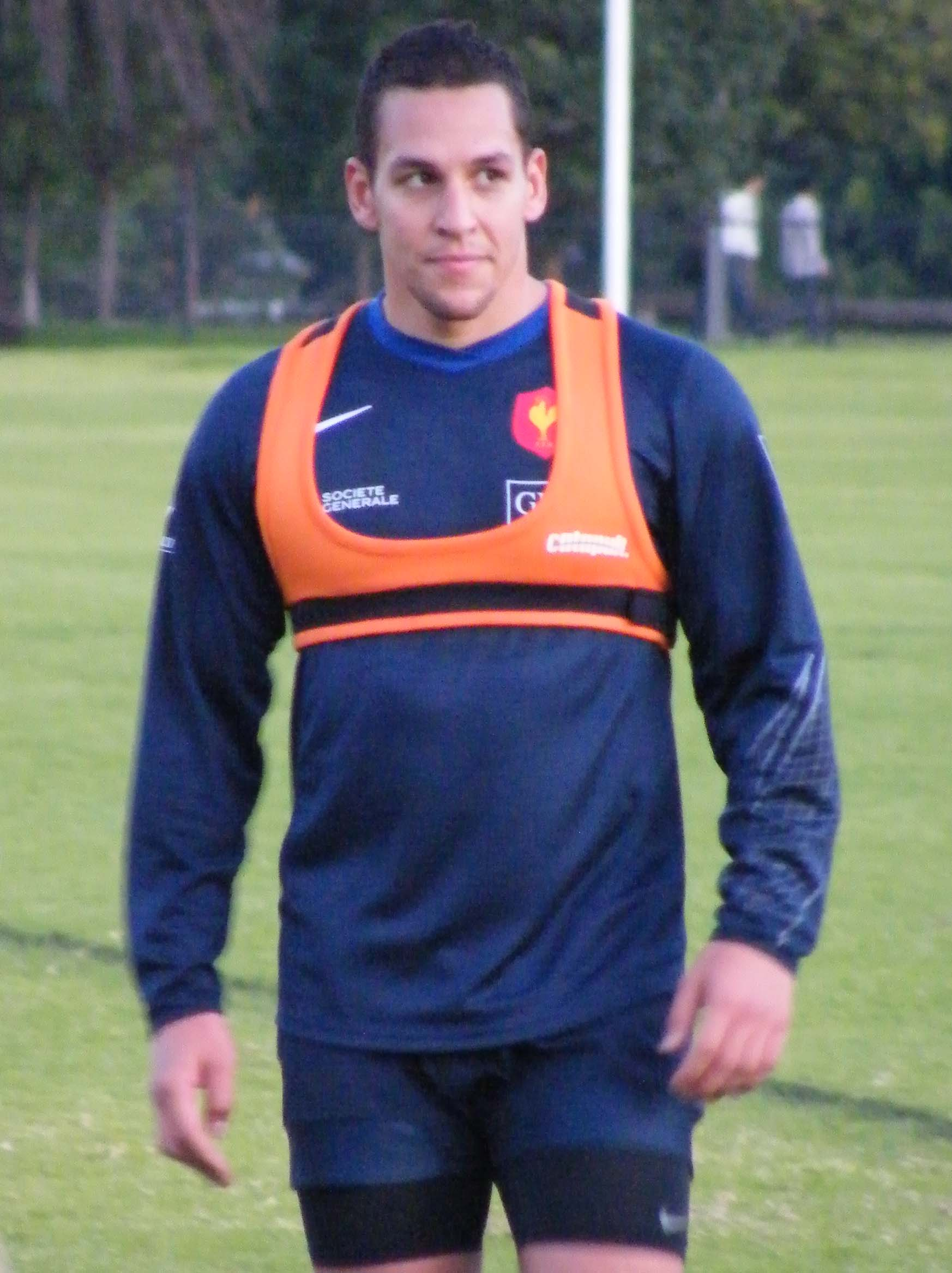

Julien Arias (Marseille, 26 oktober 1983) is een Frans rugbyspeler. Hij speelt voor Stade Français Paris. Hij heeft ook een aantal wedstrijden gespeeld voor het Frans rugbyteam onder 21.